# ینی بانریه
یننی پائولینا بانِریه (فنلاندی: Jenni Pauliina Banerjee؛ زادهٔ ۱۷ ژانویه ۱۹۸۱ در یلیوروی، فنلاند) بازیگر فنلاندی هندی‌الاصل است. او در فیلم‌هایی مانند کشیش شریر و مادرسالار بازی کرده‌است. پدربزرگ پدری او اهل کلکتهٔ هند است.